# 오카모토 다케시 (축구 선수)
오카모토 다케시(일본어: 岡本 剛史, 1991년 5월 27일 ~ )는 일본의 전 축구 선수이다.

## 구단 경력
과거 에히메 FC에서 활동하였다.